# Candida glucosophila
Candida glucosophila är en svampart som beskrevs av Tokuoka, Ishit., Goto & Komag. 1987. Candida glucosophila ingår i släktet Candida, ordningen Saccharomycetales, klassen Saccharomycetes, divisionen sporsäcksvampar och riket svampar.   Inga underarter finns listade i Catalogue of Life.